# Ноносус
Ноносус (грчки: Νόννοσος, Нóнносос) је био византијски амбасадор за време владавине цара Јустинијана I. Он је предводио мисију на простору Црвеног мора, посетивши Аксум, Химјар и Арапе. .
По повратку је написао историју своје амбасадорске мисије, која је преживела само у скраћеној форми у верзији која се приписује Фотију I Цариградском. Оводе се тврди да је његов отац, Аврам био амбасадор међу Арапима и да је његов ујак, такође Ноносус, био је одаслат као амбасадор цара Анастасије I.

## Белешке
- Karl Otfried Müller, Theodor Müller, Letronne (Antoine-Jean, M.) (eds.): Fragmenta historicorum graecorum, Volume 4. (Paris, 1860), preserves the original Greek text and gives a Latin translation. It may be accessed online here